# Adin Steinsaltz
Rabbi Adin Even Israel Steinsaltz (in ebraico: עדין שטיינזלץ) o Adin Even Yisrael (in ebraico: עדין אבן ישראל) (Gerusalemme, 11 luglio 1937 – Gerusalemme, 7 agosto 2020) è stato un rabbino e filosofo israeliano, conosciuto comunemente per il suo commento e traduzione del Talmud in ebraico, francese, russo e spagnolo.
Steinsaltz è noto come studioso, critico sociale e autore internazionale il cui background include anche un'intensa formazione scientifica. Nel 1988 la rivista Time l'ha nominato "studioso del millennio". Rav Adin Steinsaltz, figura di riferimento nel panorama rabbinico mondiale, è stata la prima persona ad aver completato una traduzione integrale e un commento del Talmud babilonese in ebraico ed ha avuto il merito di fare studiare il Talmud a migliaia di ebrei in tutto il mondo.

## Biografia
Nato a Gerusalemme nel 1937 da genitori secolari, Steinsaltz ha studiato fisica, chimica, matematica e sociologia all'Università Ebraica, e in aggiunta studi rabbinici. Dopo la laurea, ha fondato molte scuole sperimentali e, all'età di 23 anni, è diventato il preside più giovane di Israele, record non ancora battuto.
Nel 1965, fondò l'Israel Institute for Talmudic Publications e cominciò la sua monumentale traduzione in ebraico, inglese, russo e altre lingue della sua edizione del Talmud, la quale include sue spiegazioni al testo e un commento. Steinsaltz prima tradusse il Talmud in ebraico moderno dall'originale aramaico e dall'ebraico rabbinico, quindi aggiunse le sue spiegazioni; le edizioni in altre lingue sono solo traduzione dall'ebraico.
L'unica edizione confrontabile allo Steinsaltz è la popolare edizione del Talmud della Schottenstein Edition (tradotta prima in inglese e poi in altre lingue). La traduzione è stata completata nel 2010.
Rabbi Steinsaltz viveva con sua moglie a Gerusalemme. Ha avuto 3 figli e 11 nipoti. Suo figlio Rabbi Menachem Even-Israel è direttore del Programma di Educazione allo Steinsaltz Center a Nachalot nei sobborghi di Gerusalemme.
Oltre al lavoro monumentale sul Talmud, Steinsaltz è stato  autore di altri libri, pubblicati anche come Adin Even-Israel.
Ha avuto diverse lauree honoris causa e medaglie per il suo lavoro.

## Opere
- Initials and Abbreviations in Chasidic and Kabbalistic Literature (1968)
- The Essential Talmud (1976), trad. di Sandro Servi e Daniele Liberanome, Cos'è il Talmud, Firenze: Giuntina, 2004 ISBN 88-8057-202-4
- Biblical Commentary in Medieval Responsa (1978)
- The Passover Haggadah (1979; n. ed. 1998)
- The Thirteen Petalled Rose (1980), trad. di Rosanella Volponi, La rosa dai tredici petali: un incontro con la mistica ebraica, Firenze: Giuntina, 2000 ISBN 88-8057-112-5 ISBN 978-88-8057-112-4
- The Tales of Rabbi Nachman of Bratslav (1981, in francese tradotto come Le Maître de prière)
- Teshuvah: A Guide for the Newly Observant Jew (1982)
- The Talmud: A Reference Guide (1984)
- Biblical Images: Men and Women of the Book (1984)
- Talmudic Images (1987)
- The Long Shorter Way: Discourses on Chasidic Thought (1988)
- The Sociology of Ignorance (1988)
- The Strife of the Spirit: A Collection of Essays (1988)
- The Talmud: the Steinsaltz edition, New York: Random House, 1989-2000; Paris: Ramsay, 1994-2010
- In the Beginning: Discourses on Chasidic Thought (1992)
- The Gate of Unity and Faith (1993)
- The Woman of Valor (1993, in francese La Femme Vaillante)
- Le Chandelier d'Or (1993, in inglese The Lamp of God), trad. di Marilì Cammarata, Il candelabro d'oro: dalla creazione del mondo all'anima dell'uomo attraverso le feste ebraiche (con Josy Eisenberg), Genova: ECIG, 1998 ISBN 88-7545-810-3
- The Candle of God: Discourses on Chasidic Thought (1999)
- The Seven Lights: On the Major Jewish Festivals (1999)
- A Guide to Jewish Prayer (2000)
- Dear Son to Me: A Collection of Speeches and Articles (2002)
- Opening the Tanya (2003)
- Learning from the Tanya (2005)
- We Jews: Who Are We and What Should We Do? (2005)
- Tehillim (2005)
- Understanding the Tanys (2007)
- Simple Words: Thinking About What Really Matters in Life, trad. di Massimo Scorsone, Parole semplici: riflessioni intorno a ciò che conta veramente nella vita, Torino: Utet, 2007 ISBN 978-88-02-07711-6
- Change and Renewal: The Essence of the Jewish Holidays and Days of Remembrance (2011)